# Прапор Перуансько-болівійської конфедерації
Прапор Перуансько-болівійської конфедерації складався з червоного або малинового фону, на якому були зображені герби республік-учасниць, оточені громадянською короною.

Зліва направо були зображені щити: Болівійської держави, Південно-перуанської республіки та Північно-перуанської республіки (такої ж, як і у попередньої Республіки Перу).
Прапор Конфедерації буде червоного кольору, оскільки він є спільним для трьох республік. У його центрі буде зображено герб Конфедерації, який складається з гербів трьох республік, переплетених лавровим вінком; дизайн герба затверджує Протектор. Основний закон Перу-Болівійської Конфедерації, стаття 37.

## Історія

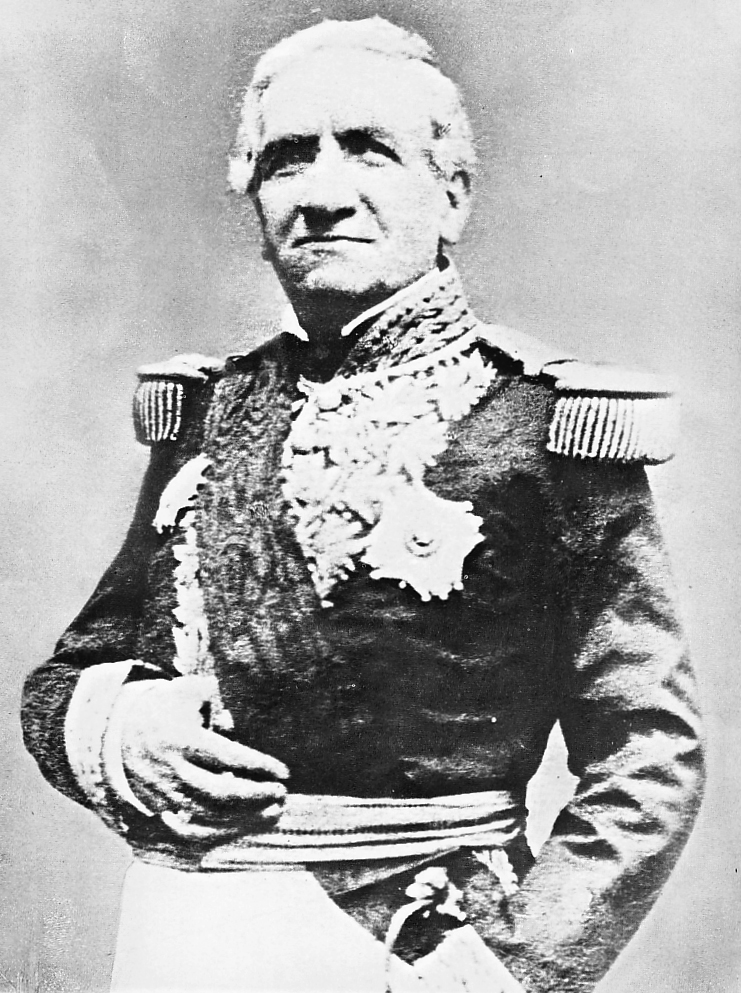
Андрес де Санта Круз, дизайнер прапора Конфедерації.

У 1835—1836 роках маршал Андрес де Санта-Крус, президент Болівії, приступив до організації Перуансько-Болівійської конфедерації. Щоб отримати юридичні повноваження, які б дозволили йому здійснити це завдання, він ініціював скликання двох представницьких асамблей в Перу, по одній для кожного з великих регіонів, які він виділив у цій країні: південної та північної частин Перу; інша асамблея або конгрес мала зібратися в Болівії з тією ж метою.
Асамблея південних департаментів Перу (Куско, Арекіпа, Аякучо і Пуно), що зібралася в Сікуані, створила Південно-перуанську республіку і призначила її Верховним захисником Санта-Круса (березень 1836 року). Кілька місяців по тому в Хуаурі (серпень 1836 р.) зібралася асамблея північних департаментів (Амазонас, Ліма, Ла-Лібертад і Хунін), яка ухвалила рішення про створення Північно-перуанської республіки, також надавши політичну владу Санта-Крус як верховному захиснику. З іншого боку, в Болівії в червні зібрався Надзвичайний конгрес (Конгрес Тапакарі), який надав Санта-Крус повноваження для реалізації проекту Конфедерації.
16 серпня 1836 року Санта-Крус прийняв верховне командування в Лімі, будучи Верховним протектором Північно-перуанської держави, як він вже був у Південно-перуанській державі; він також зберіг посаду президента Болівії. Озброєний усіма юридичними вимогами, наданими йому асамблеями трьох республік, він декретом від 28 жовтня 1836 року заснував Перуансько-Болівійську Конфедерацію, що складалася з трьох держав:
- Північно-перуанської республіки
- Південно-перуанської республіки
- Болівійської держави

1 травня 1837 року відбувся Такнський конгрес, на якому було оприлюднено Основний закон Перуансько-болівійської конфедерації. У цьому законі було визначено, що дизайн прапора Конфедерації буде надано Протектором.

## Дизайн

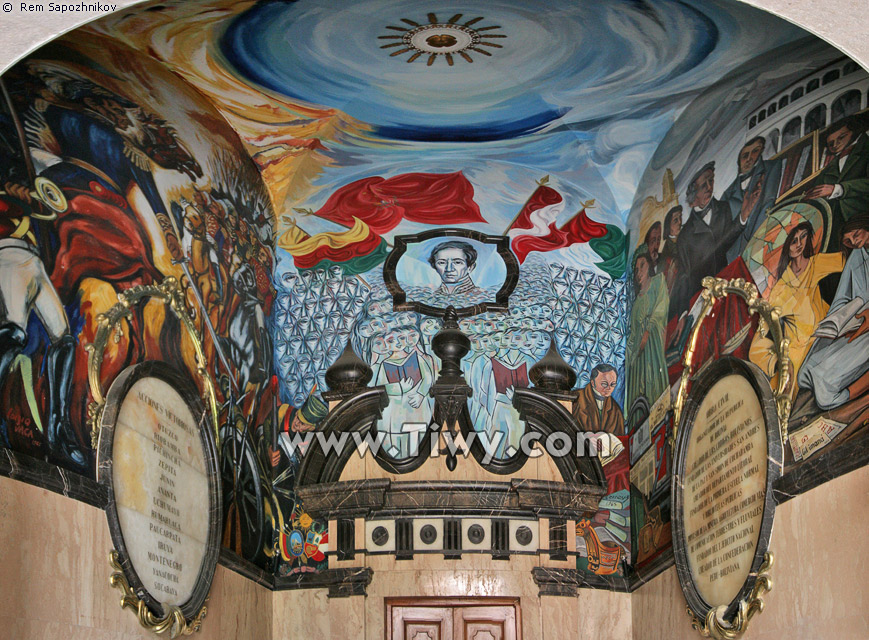
Прапор Конфедерації та прапори Північного та Південного Перу та Болівії разом із зображенням маршала всередині Мавзолею

Герб Перуансько-болівійської конфедерації

Фундаментальний закон Перуансько-Болівійської Конфедерації, або Такнський пакт, визначав прапор Конфедерації. Він мав бути червоним, оскільки це спільний колір трьох республік. У центрі прапора мали бути герби трьох держав, що входять до складу Конфедерації, тобто герби трьох республік, переплетені лавровим вінком. Дизайн прапора залишався на розсуд Протектора.

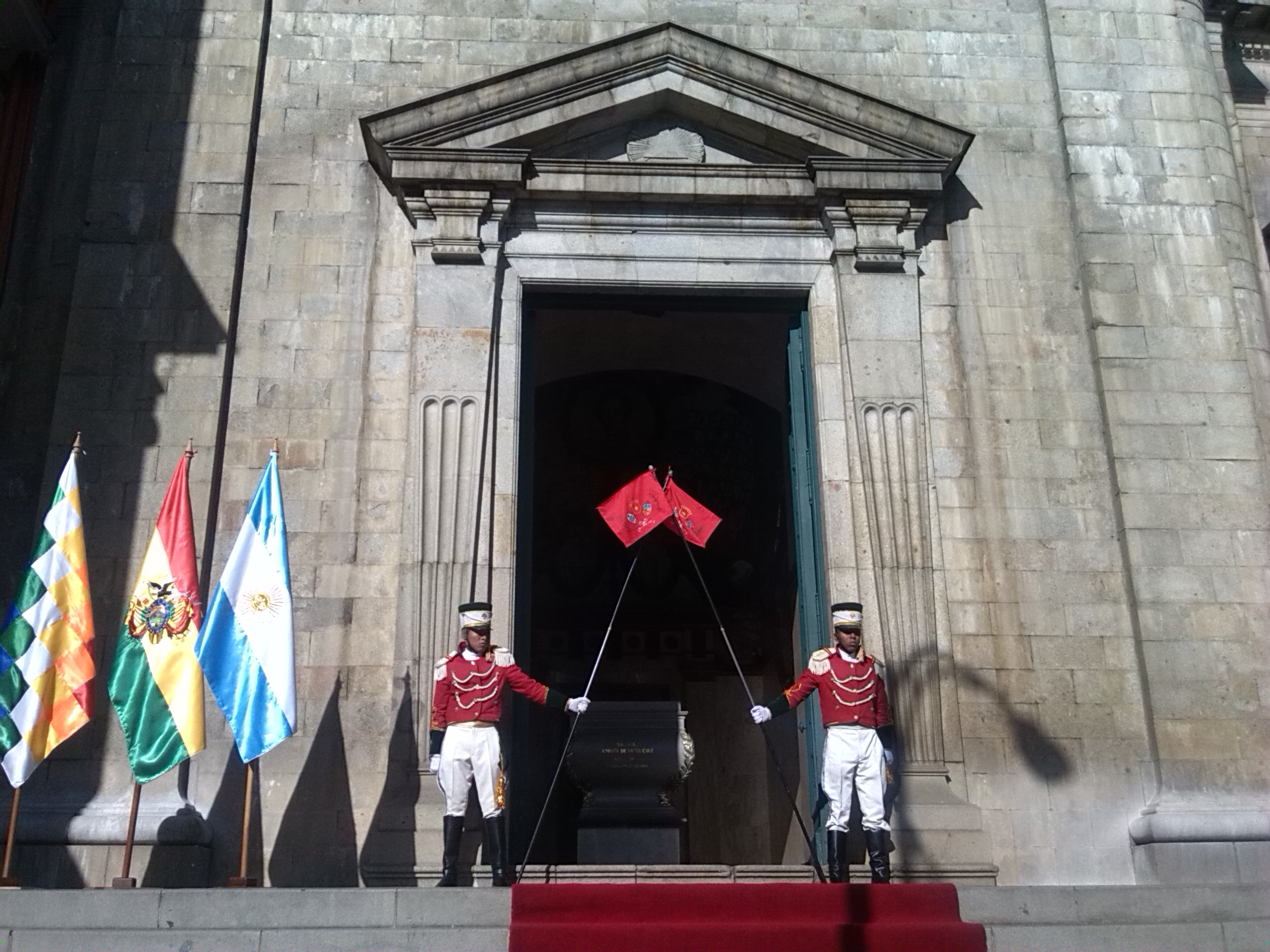
Вид на Кафедральний собор, розташований в історичному центрі міста Ла-Пас, де зараз знаходиться гробниця, де поховані останки Великого маршала Сепіти Андреса де Санта-Крус-і-Калахумана, репатрійовані з Франції до Болівії (після 100 років після його смерті в 1865 році). З 1965 року їх ревно охороняє та щодня контролює «Почесна варта», що складається з солдатів болівійської армії, які, як і уряд Болівії, також віддають відповідне офіційне визнання та шану, несучи прапор Перу-Болівійської Конфедерації.

У центрі прапора Конфедерації був герб, що складався зі гербів трьох членів конфедерації:

## Інші прапори
У 1836 році, після швидкоплинного розпаду Перуанської республіки, було утворено дві нові держави (Південно-перуанська республіка та Північно-перуанська республіка), які утворили конфедеративну державу з Болівійською державою.

Південно-перуанська республіка була першою з двох, яка була сформована, і тому прийняла новий прапор. Північно-перуанська республіка, з іншого боку, зберегла всі символи Перуанської республіки, включаючи прапор. Після розпуску конфедерації Перуанська республіка була відновлена в тому вигляді, в якому вона була на момент її розпуску, включаючи її символи.

Прапор Північно-перуанської держави
Прапор південно-перуанської держави
Прапор Болівійської держави